# Kjerkeberget
Kjerkeberget (631 moh.), er en ås som ligger i Nordmarka, på grænsen mellem Oslo og Lunner kommune. Åsen ligger nord for søen Store Sandungen og syd for åsene Branntjernhøgda og Revshammeren. Kjerkeberget er med sine 630,8 m det højeste punkt i Oslo fylke. På toppen ligger en rød og hvid brandvagthytte som er synlig på lang afstand.